# Llei de Protecció dels Mamífers Marins
La Llei de Protecció dels Mamífers Marins (Marine Mammal Protection Act, MMPA) és una llei dels Estats Units. Fou la primera llei a adoptar un enfocament basat en els ecosistemes envers la gestió dels recursos i la conservació de la natura. L'MMPA prohibeix la presa de mamífers marins i imposa una moratòria sobre la importació, l'exportació i la venda de qualsevol mamífer marí, així com qualsevol part o producte derivat d'un mamífer marí, als Estats Units. El Congrés dels Estats Units defineix la «presa» com «l'acció o intent de caçar, matar, capturar i/o assetjar qualsevol mamífer marí». L'MMPA preveu mecanismes per garantir l'aplicació de les seves disposicions, així com la formulació de reglaments per donar compliment als seus objectius legals.